# عقد 450
عقد 450 هو عقد امتد بين 1 يناير 450 و31 ديسمبر 459 بحسب التقويم الميلادي. سبقه عقد 440 ولحقه عقد 460.

## أحداث
- مجمع خلقيدونية (451)
- معركة أواراير (451)

## مواليد
- ألاريك الثاني (458)
- ابن الحاج القرطبي (458)
- ثيودوريك العظيم (454)
- يعقوب السروجي (451)
- أريادني (452)

## وفيات
- سمعان العمودي (459)
- ثيودوريطس (458)
- هرمز بن يزدجرد (459)
- أوطاخي (454)
- مارقيان (457)
- يزدجرد بن بهرام (457)
- أيتيوس (454)
- الإمبراطور إنغيو (453)
- نسطور (451)
- ثيودوسيوس الثاني (450)
- بلخريا (453)

## كتب
- Yves Denis Papin (1998). Chronologie de l'histoire ancienne. Lieu de publication non identifié: Éditions Jean-paul Gisserot. ISBN:2-87747-346-5. OCLC:40746926. مؤرشف من الأصل في 2022-03-16.
- موسوعة حضارة العالم (2002) لأحمد محمد عوف.

## روابط خارجية
- تصفح سنة بسنة عقد 450 على موقع onthisday.com
- تصفح سنة بسنة عقد 450 ابتداءً من سنة عقد 450 على موقع المكتبة الوطنية الفرنسية